# 森田全
森田 全（もりた たもつ、1936年 - 2017年6月24日）は、日本の生理学者・環境学者（環境微生物学・細胞性免疫学）。静岡県立大学名誉教授。医学博士（九州大学・1971年）。

## 来歴
1955年（昭和30年）、静岡県立静岡高等学校卒業。1959年（昭和34年）、静岡薬科大学薬学部卒業。同年4月、静岡薬科大学に採用、薬学部助手。1968年（昭和43年）6月、静岡薬科大学薬学部講師。1971年（昭和46年）12月17日、「4-Nitroquinoline 1-oxideによる酵母呼吸欠損変異誘発に関する研究」により、医学博士（九州大学）。1987年、静岡薬科大学は静岡女子大学や静岡女子短期大学と統合。これに伴い新設された静岡県立大学に異動。
1991年（平成3年）4月、静岡県立大学大学院生活健康科学研究科教授。環境物質科学専攻の講義を担当、環境微生物学研究室を主宰した。1997年（平成9年）4月より静岡県立大学環境科学研究所の教授が本務となった。学内においては、評議員をはじめ、環境科学研究所の所長などを歴任した。

## 研究
専門は生理学。環境学にもかかわりの深い環境微生物学や細胞性免疫学といった分野の研究に従事した。酵母のミトコンドリアDNAに対する発癌物質について、その作用や機構についての研究で博士号を取得している。また、ウイルスの遺伝子を定量的に検出する手法についても研究。この成果を臨床に応用することで、ヒト免疫不全ウイルスに感染した患者に対する治療に資することを目指した。さらに、水中や魚介類の体内に含まれる病原性ウイルスを測定することで、当該環境を監視する手法についても研究していた。
国際エイズ学会、日本エイズ学会、環境科学会、日本環境変異原学会、などに所属した。

### 註釈
1. ↑  1937年早生まれである可能性を排除できない。
2. ↑  静岡県立大学大学院生活健康科学研究科は、薬学研究科と統合・再編され、2012年に薬学研究院、食品栄養環境科学研究院、薬食生命科学総合学府が設置された。
3. ↑  静岡県立大学環境科学研究所は、2014年に食品栄養科学部環境生命科学科、大学院食品栄養環境科学研究院附属食品環境研究センターに改組された。